# Michel Cand
Michel Cand là nhà thơ và nghệ sĩ điêu khắc, sinh ngày 8 tháng 1 năm 1951, tại Paris.

## Lĩnh vực điêu khắc
Tác phẩm điêu khắc của Michel Cand được giới thiệu tại nhiều nơi khác nhau: Triển lãm Nghệ thuật Đương đại Nhị nguyên Quốc tế Senlis, 2007 và 2009; Vườn Nghệ thuật, Paris từ 2000 đến 2009, vân vân. Ngoài những triển lãm cá nhân, Michel Cand thường triển lãm cùng nhóm nghệ sĩ Gros Caillou Quartier d’Arts Lưu trữ ngày 1 tháng 11 năm 2010 tại Wayback Machine và Itinéraires-art contemporain.
Michel Cand tự bình luận về tác phẩm điêu khắc của mình như sau: « Luôn giữ lại một phần sẵn có mà thiên nhiên đã khắc. Đẽo đá bằng búa chuyên dụng của nhà khoáng vật học, sau đó dùng dao khắc và búa đập đá. Xóa những vết dao khắc bằng cách gõ búa để làm sao tạo được ấn tượng phần thiên nhiên và phần được đẽo có cùng một vẻ như nhau. « Anh tìm thấy nó như vậy à ? ». Tạo cảm giác hoài nghi. Cộng tác với nghệ sĩ thiên tài bậc nhất: thiên nhiên ».

## Lĩnh vực văn học
Tác phẩm thơ (Vũ trụ luận nội tâm, 2008; Bệnh vẩy nến nơi vĩnh hằng, 2010), do nhà xuất bản Rafael de Surtis phát hành.
Nói về đoản thơ Vũ trụ luận nội tâm, nhà văn Pierre Clavilier viết trong lời mở đầu: « Michel Cand đẽo chữ giống như anh đẽo đá khoáng với một độ khắt khe trong cái phong thái uyển chuyển và kín đáo. Như những tia sáng, thơ anh tập hợp sự trong trẻo, cho độc giả những tiếng đọc chỉ của riêng chính nhà thơ, gợi mở những chân lý, những ưu khuyết của bản thân mình ».
Một số tác phẩm trên diễn đàn blog, Những nơi công cộng, đã được giới thiệu tại Tòa thị chính quận 9 Paris nhân dịp Nuit blanche, Đêm thức trắng, 2008.

## Tác phẩm
- Vũ trụ luận nội tâm, 2008
- Bệnh vẩy nến nơi vĩnh hằng, 2010
- Hãy nhanh lên, hỡi người đẽo đá, 2012